# غرينوك
غرينوك هي بلدة، في المملكة المتحدة، تقع في Inverclyde ‏، بلغ عدد سكانها 45,467 نسمة وذلك حسب إحصائيات سنة 2002.

## أعلام
- ريتشارد ويلسون
- إليك ليزلي
- أليكس مكدونالد
- جيمي كوان
- جون هنري ماكاي
- مارتن كومبستون
- جيمي ريد
- جون غالت
- جو هاربر
- جيمس واط